# Sulake

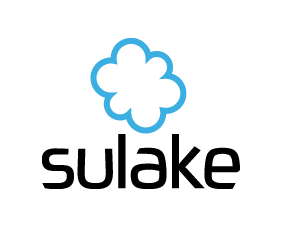
Het logo van Sulake

Sulake is een Fins bedrijf dat online spellen en virtuele gemeenschappen ontwerpt. Het bedrijf is vooral bekend als het brein achter Habbo en Hotel Hideaway.

## Geschiedenis
Sulake is in 1999 begonnen als een virtuele gemeenschap, genaamd Mobiles Disco. Dit was een online gemeenschap voor bewonderaars van een Finse muziekgroep. De leden van de band waren bevriend met de makers, Sampo Karjalainen en Aapo Kyrölä. De gemeenschap sloeg zo aan dat beiden meerdere gemeenschappen wilden maken. Toen ze hulp kregen van adverteerbureau Taivas kwam in 2000 het bedrijf Sulake op.

### Gestopte projecten
- Mini Disco Finland/Internationaal (1999-2000) - gestopt wegens introductie Hotelli Kultakala
- Hotelli Kultakala  (Hotel Goudvis) (2000-2004) - gestopt wegens introductie Habbo Hotel
- Mini Friday (2006-2010) - gestopt omdat dit programma alleen op oudere versies van Symbian werkte
- Bobba Bar
- IRC-Galleria
- Habbo Zweden, Denemarken & Noorwegen (2001-2015) - gestopt vanwege lage bezoekersaantallen